# Ліга Мату-Гросенсе
Ліга Мату-Гросенсе (порт.-браз. Campeonato Mato-Grossense) — чемпіонат бразильського штату Мату-Гросу з футболу. Ліга Мату-Гросенсе проводиться під егідою ФМФ — Федерації футболу Мату-Гросу (порт.-браз. Federação Mato-Grossense de Futebol. Згідно рейтингу КБФ, в 2020 році Ліга Алагоано посідала 13-е місце за силою у Бразилії.

## Історія і регламент
Перший футбольний чемпіонат в штаті Мату-Гросу пройшов в 1929 році, його переможцем став клуб «Корумбаенсе» (Корумба). Однак на той момент ще не існувало федерації футболу штату, а після її заснування в 1942 році ця організація не визнала турнір 1929 року. У 1936—1938, а потім в 1941 і 1942 роках пройшли ще п'ять чемпіонатів, і одні джерела ці турніри визнають (наприклад, RSSSF), а за версією інших відраховувати треба з 1943 року, тобто вже з того моменту, коли організацією чемпіонату займалася Федерація футболу Мату-Гросу (заснована 26 травня 1942 року).
З приводу чемпіонату 1943 року існують різночитання — згідно з версією RSSSF, чемпіоном став клуб «Паулістано», інші ж джерела називають чемпіоном «Міксто». Далі будуть наводиться відомості про чемпіонати згідно RSSSF. У 1974—1978 роках чемпіонат Мату-Гросу п'ять разів поспіль виграли клуби з Кампу-Гранді — "Операріо " (чотири рази) і «Комерсіал». 1 січня 1979 року зі складу штату Мату-Гросу був виділений новий штат — Мату-Гросу-ду-Сул, і обидві команди з Кампу-Гранді стали виступати в своєму новому чемпіонаті — Лізі Сул-Мату-Гросенсе.
Найбільш титулованим клубом штату Мату-Гросу є «Міксто». Друге місце посідає «Операріо» (Варзеа-Гранді).

## Формат
В останні роки в чемпіонаті брало участь 10 клубів. На першій груповій стадії всі проводять один з одним по одній грі (9 турів). Вісімка найсильніших виходить до чвертьфіналу, і далі проводиться плей-оф з двоматчевих протистоянь.

## Чемпіони
Чемпіонати до організації Федерації футболу штату Мату-Гросу
- 1936 — Комерсіо
- 1937 — Міксто
- 1938 — Амерікано
- 1939 — не проводився
- 1940 — не проводився
- 1941 — Амерікано
- 1942 — Амерікано

Чемпіонати після створення ФМФ
- 1943 — Паулістано
- 1944 — чемпіона не виявлено
- 1945 — Міксто
- 1946 — не проводився
- 1947 — Міксто
- 1948 — Міксто
- 1949 — Міксто
- 1950 — Паулістано
- 1951 — Міксто
- 1952 — Міксто
- 1953 — Міксто
- 1954 — Міксто
- 1955 — Атлетіко Матугросенсе
- 1956 — Атлетіко Матугросенсе
- 1957 — Атлетіко Матугросенсе
- 1958 — Дон Боско
- 1959 — Міксто
- 1960 — Атлетіко Матугросенсе
- 1961 — Міксто
- 1962 — Міксто
- 1963 — Дон Боско
- 1964 — Операріо (Варзеа-Гранді)
- 1965 — Міксто
- 1966 — Дон Боско
- 1967 — Операріо (Варзеа-Гранді)
- 1968 — Операріо (Варзеа-Гранді)
- 1969 — Міксто
- 1970 — Міксто
- 1971 — Дон Боско
- 1972 — Операріо (Варзеа-Гранді)
- 1973 — Операріо (Варзеа-Гранді)
- 1974 — Операріо (Кампу-Гранді)
- 1975 — Комерсіал (Кампу-Гранді)
- 1976 — Операріо (Кампу-Гранді)
- 1977 — Операріо (Кампу-Гранді)
- 1978 — Операріо (Кампу-Гранді)

Чемпіонати після відділення штату Мату-Гросу-ду-Сул
- 1979 — Міксто
- 1980 — Міксто
- 1981 — Міксто
- 1982 — Міксто
- 1983 — Операріо (Варзеа-Гранді)
- 1984 — Міксто
- 1985 — Операріо (Варзеа-Гранді)
- 1986 — Операріо (Варзеа-Гранді)
- 1987 — Операріо (Варзеа-Гранді)
- 1988 — Міксто
- 1989 — Міксто
- 1990 — Сіноп
- 1991 — Дон Боско
- 1992 — Соррізу
- 1993 — Соррізу
- 1994 — Операріо (Варзеа-Гранді)
- 1995 — Операріо (Варзеа-Гранді)
- 1996 — Міксто
- 1997 — Операріо (Варзеа-Гранді)
- 1998 — Сіноп
- 1999 — Сіноп
- 2000 — Жувентуде (Прімавера-ду-Лесті)
- 2001 — Жувентуде (Прімавера-ду-Лесті)
- 2002 — Операріо (Варзеа-Гранді)
- 2003 — Куяба
- 2004 — Куяба
- 2005 — Віла Аурора (Рондонополіс)
- 2006 — Операріо (Варзеа-Гранді)
- 2007 — Касеренсе
- 2008 — Міксто
- 2009 — Леверденсе
- 2010 — Уніон Рондонополіс
- 2011 — Куяба
- 2012 — Леверденсе
- 2013 — Куяба
- 2014 — Куяба
- 2015 — Куяба
- 2016 — Леверденсе
- 2017 — Куяба
- 2018 — Куяба
- 2019 — Куяба
- 2020 — «Нова-Мутун»

## Досягнення клубів
- Міксто (Куяба) — 24
- Операріо (Варзеа-Гранді) — 14
- Куяба — 9
- Дон Боско (Куяба) — 5
- Атлетіко Матугросенсе (Куяба) — 4
- Операріо (Кампу-Гранді) — 4 (нині грає в Лізі Сул-Мату-Гросенсе)
- Амерікано (Куяба) — 3
- Луверденсе (Лукас-ду-Ріу-Верді) — 3
- Сіноп (Сіноп) — 3
- Жувентуде (Прімавера-ду-Лесті) — 2
- Паулістано (Куяба) — 2
- Соррізу (Соррізу) — 2
- Касеренсе (Касеріс) — 1
- Комерсіал (Кампу-Гранді) — 1 (нині грає в Лізі Сул-Мату-Гросенсе)
- Уніон Рондонополіс (Рондонополіс) — 1
- Віла Аурора (Рондонополіс) — 1
- Нова-Мутун — 1

Курсивом виділено нині не існуючі клуби, а також два клуби, які грають в чемпіонаті іншого штату.